# Alstroemeria brasiliensis
Alstroemeria brasiliensis es una especie fanerógama, herbácea, perenne y rizomatosa perteneciente a la familia de las alstroemeriáceas. Como su nombre lo indica, es endémica del centro y oeste de Brasil. Es un geófito tuberoso y crece principalmente en el bioma tropical semiárido cálido.

## Taxonomía
Alstroemeria brasiliensis fue descrita por  Kurt Polycarp Joachim Sprengel, y publicado en Syst. Veg. 2:81
Etimología
Alstroemeria: nombre genérico que fue nombrado en honor del botánico sueco barón Clas Alströmer (Claus von Alstroemer) por su amigo Carlos Linneo.
brasiliensis: epíteto latino para el país de donde es endémico.
La morfología del polen del A. brasiliensis se ha descrito más de una vez, pero, como en el caso del género entero, se sabe poco sobre las características palinológicas y sus implicaciones sistemáticas/taxonómicas.